# Salterio (liturgia)

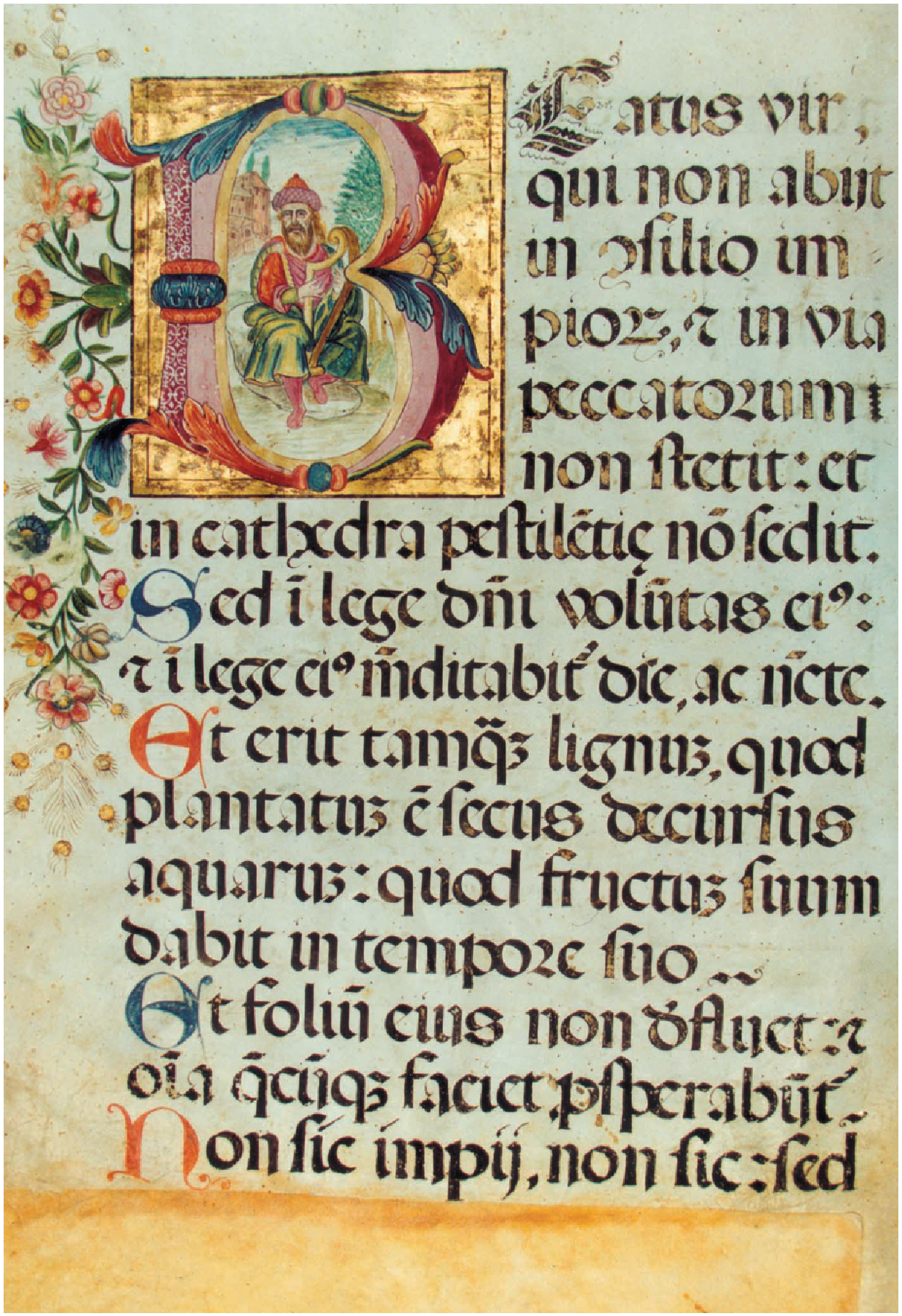
Esempio di salterio diurno miniato del sec. XVII già presente nella Biblioteca Scarabelli di Caltanissetta, rubato nel 2010

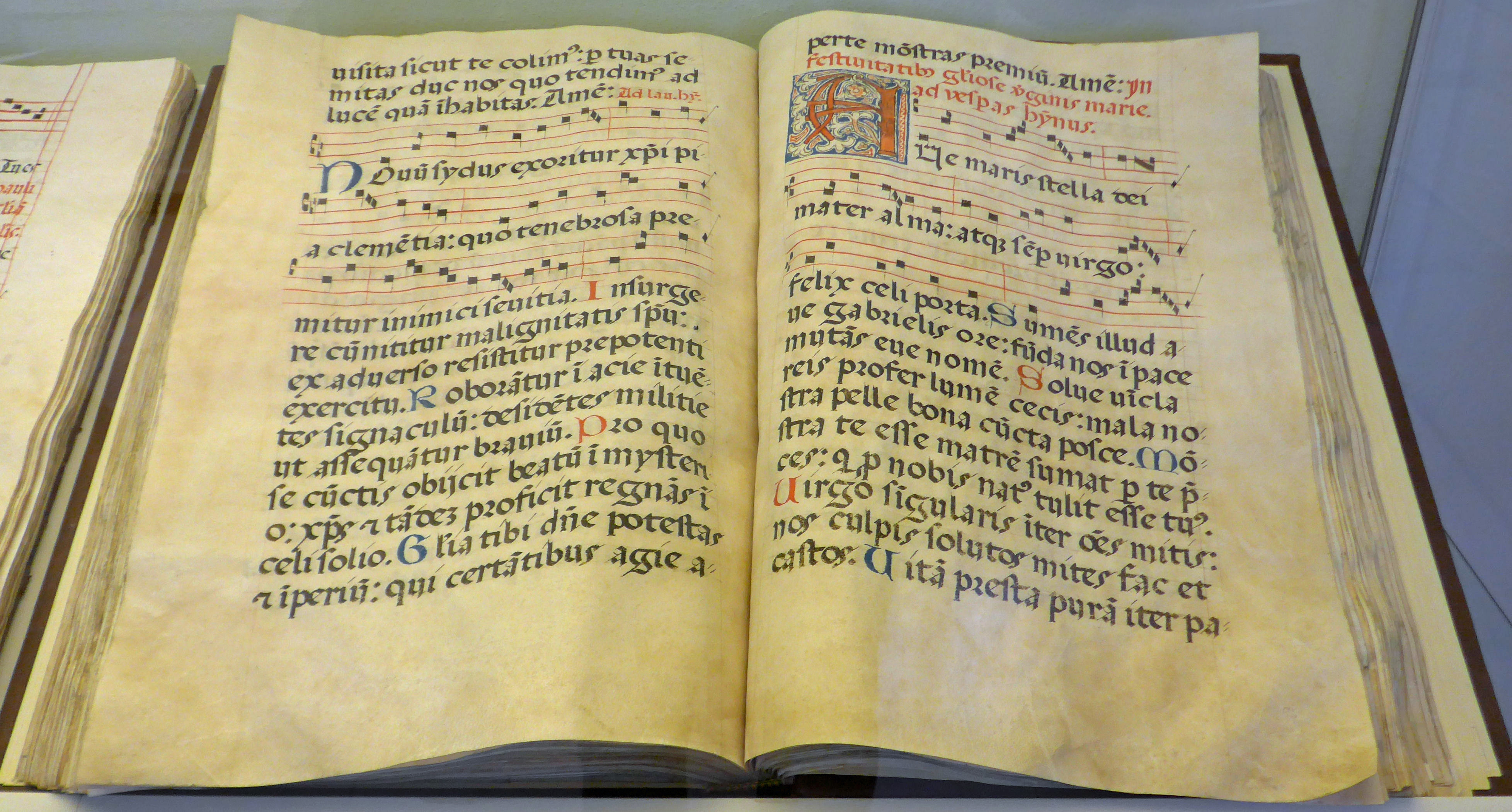
Giovanni Bartolomeo Corsini, Salterio innario, inizi XVI secolo, MAST Castel Goffredo.

Con il nome di salterio viene definita nel linguaggio biblico-liturgico l'organizzazione dei 150 Salmi da parte della Chiesa cattolica o di una Chiesa ortodossa in uno schema settimanale o quadrisettimanale, in maniera tale che nel corso della settimana o mese si possano recitare tutti (o quasi).
Nel cattolicesimo, inoltre, il salterio è la base della Liturgia delle ore e del Breviario romano, cioè della preghiera liturgica dei chierici, dei religiosi, e anche di tutti i laici che vogliano farne uso.

## Il Salterio delle 4 Settimane
Il salterio delle quattro settimane scandisce mensilmente la liturgia delle ore per ogni giorno feriale e festivo dell'anno liturgico.
I momenti di preghiera sono i seguenti:
- ufficio delle letture,
- lodi,
- media,
- vespri,
- compieta.

In ognuno di essi possono essere presenti:
- invitatorio

- lettura o canto di salmi,
- antifone e responsori,
- inni e cantici,
- brevi letture bibliche del Vecchio e/o del Nuovo Testamento,
- intercessioni del Signore (di Dio Figlio e Dio Spirito Santo), orazione e Benedizione finale.